# Florin Ketelhot
Florin Ketelhot (* unbekannt; † 27. Februar 1328 in Liesborn) war von 1304 bis 1328 Abt des Benediktinerklosters Liesborn.

## Leben
Florin Ketelhot lebte und arbeitete spätestens ab 1288 im Kloster Liesborn als Mönch. Etwa zehn Jahre später stieg er dort zum Thesaurar auf und wurde schließlich am 12. Juni 1304 zum zehnten Abt des Liesborner Klosters gewählt. Seine Abtsbenediktion fand am 21. Juni in Wolbeck statt. In seiner Zeit als Abt vergrößerte er den Besitz des Klosters um einige Güter. Außerdem ließ er den Neubau des 1270 abgebrannten Chores veranlassen, welcher allerdings nicht abgeschlossen werden konnte. In der Marienkapelle ließ er mehrfach den von der Äbtissin Oderadis gestifteten Altar dotieren.
Darüber hinaus beschaffte er die Pontifikalien des Klosters mit Hilfe einer gefälschten Papsturkunde. Die Echtheit der Urkunde ließen er und sein Nachfolger, Abt Arnold, sich zwischen 1318 und 1331 von den Bischöfen Ludwig von Münster, Dietrich von Paderborn und Gottfried von Osnabrück bestätigen.
Der Todestag von Florin Ketelhot ist nicht genau datierbar. Während im Nekrolog der 26. Februar genannt wird, geben die Chroniken die 4. Kalenden des März an, der 1328 aufgrund des Schaltjahres auf den 27. Februar fiel. Wann und wo Florin Ketelhot bestattet wurde, kann heute nicht mehr nachvollzogen werden.

## Familie
Florin Ketelhot war der erste Liesborner Abt, dessen Familienname in den Quellen überliefert ist. Die Familie Ketelhot war ein Ministerialgeschlecht, das ab der ersten Hälfte des 13. Jahrhunderts in Westfalen – meist im Dienst der Burg Stromberg – belegt ist. Weitere Familienmitglieder, die in den Quellen auftauchen, sind beispielsweise der Ritter Bernhard Ketelhot sowie der Knappe und Burgmann der Burg Stromberg Heinrich Ketelhot.